# Jean-Edmond Briaune
 (juillet 2020).
Jean-Edmond Briaune, né le 21 février 1798 à Châteauroux (Indre) et mort le 26 février 1885 à Jeu-Maloches (Indre), est un agronome et économiste français.
Il est considéré comme un des plus fertiles représentants de la pensée agrarienne française.

## Biographie
Fils de magistrat, Jean-Edmond Briaune fait des études d'avocat, puis devient en 1833 le premier professeur d'économie rurale de l'école d'agriculture de Grignon. 
Démissionnant en 1838, il revient dans l'Indre et y fait valoir ses propriétés foncières à Jeu-Maloches. Il est aussi adjoint au maire, conseiller général (de 1839 à 1848) et juge de paix du canton d'Écueillé. 
Rentré dans la vie privée après la Révolution de 1848, il reste actif dans les milieux agronomiques et participe aux travaux de la dynamique Société d'agriculture de l'Indre.

## L'œuvre de Briaune
À la fois intellectuel et praticien, cet adepte de la pensée pragmatique expérimente lui-même ses théories en exploitant ses terres.
Auteur d'une cinquantaine d'articles, notamment dans le Journal d'agriculture pratique, ainsi que de quelques plaquettes, il a surtout publié deux livres qui synthétisent sa réflexion économique et agronomique : Des Crises commerciales, de leurs causes et de leurs remèdes (1840) et Du prix des grains, du libre échange et des réserves (1857).
S'inspirant de Jean-Baptiste Say, son originalité réside dans le caractère novateur de ses méthodes d'analyse et de démonstration basées sur la comptabilité agronomique. Pionnier de la théorie des cycles économiques, penseur du développement des techniques et de la modélisation des crises, Briaune formule également une théorie du marché fondée sur la régulation des prix par des mécanismes protectionnistes.
Marginalisée par l'isolement provincial de son auteur, son œuvre est demeurée largement méconnue mais a néanmoins inspiré Joseph Schumpeter et Ernest Labrousse. Récemment redécouverte, elle fait l'objet d'une réévaluation majeure dans l'histoire de la pensée économique.